# مبنى بلدية بوسطن
إحداثيات: 42°21′37.16″N 71°3′28.68″W / 42.3603222°N 71.0579667°W
مبنى بلدية بوسطن (بالإنجليزية: Boston City Hall)‏ هو مقر الحكومة المدنية لمدينة بوسطن بولاية ماساتشوستس. يضم مكاتب حاكم بوسطن ومجلس مدينة بوسطن. المبنى الحالي بني سنة 1968 لتولي وظائف مبنى بلدية بوسطن القديم. يمثل نموذجا بارزا ومثيرا للجدل لأسلوب العمارة القاسية. صممه كالمن مككنل ونولز (معماريون) مع كامبل وألدرتش ونولتي (معماريون) وشركاء لاماسورياي (مهندسون). مع الميدان المحيط، يشكل مبنى البلدية مجمع المركز الحكومي، مبادرة إعادة تصميم مدنية كبيرة في قرن 1960.
معظم الآراء المعاصرة اتجاه المبنى سلبية، وكثيرا ما يقال إنها من أقبح مباني العالم. ولكن دراسة أجرتها الجمعية الأمريكية للمعماريين سنة 1976، باستقصاء آراء معماريين ومؤرخين ونقاد، وضعت المبنى، لجانب مجمع جامعة فرجينيا لتوماس جفرسون وفولينغواتر لفرانك لويد رايت من ضمن الانجازات العشر الأكثر فخرا في العمارة الأميركية في أول مائتين عام الدولة.

## معرض صور

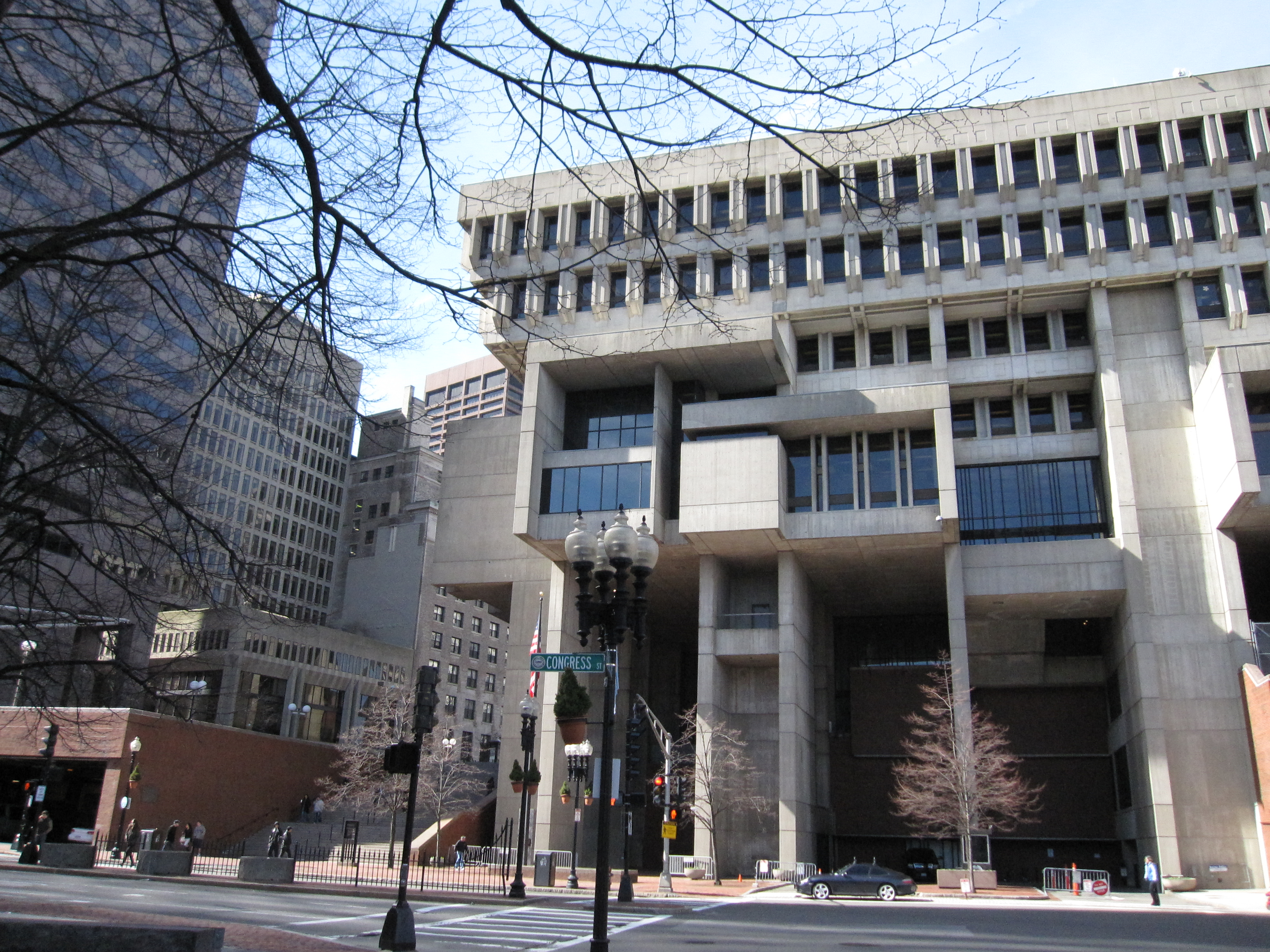
مبنى البلدية، نظرا للأعلى من دوك سكوار وشارع كونغرس 2010
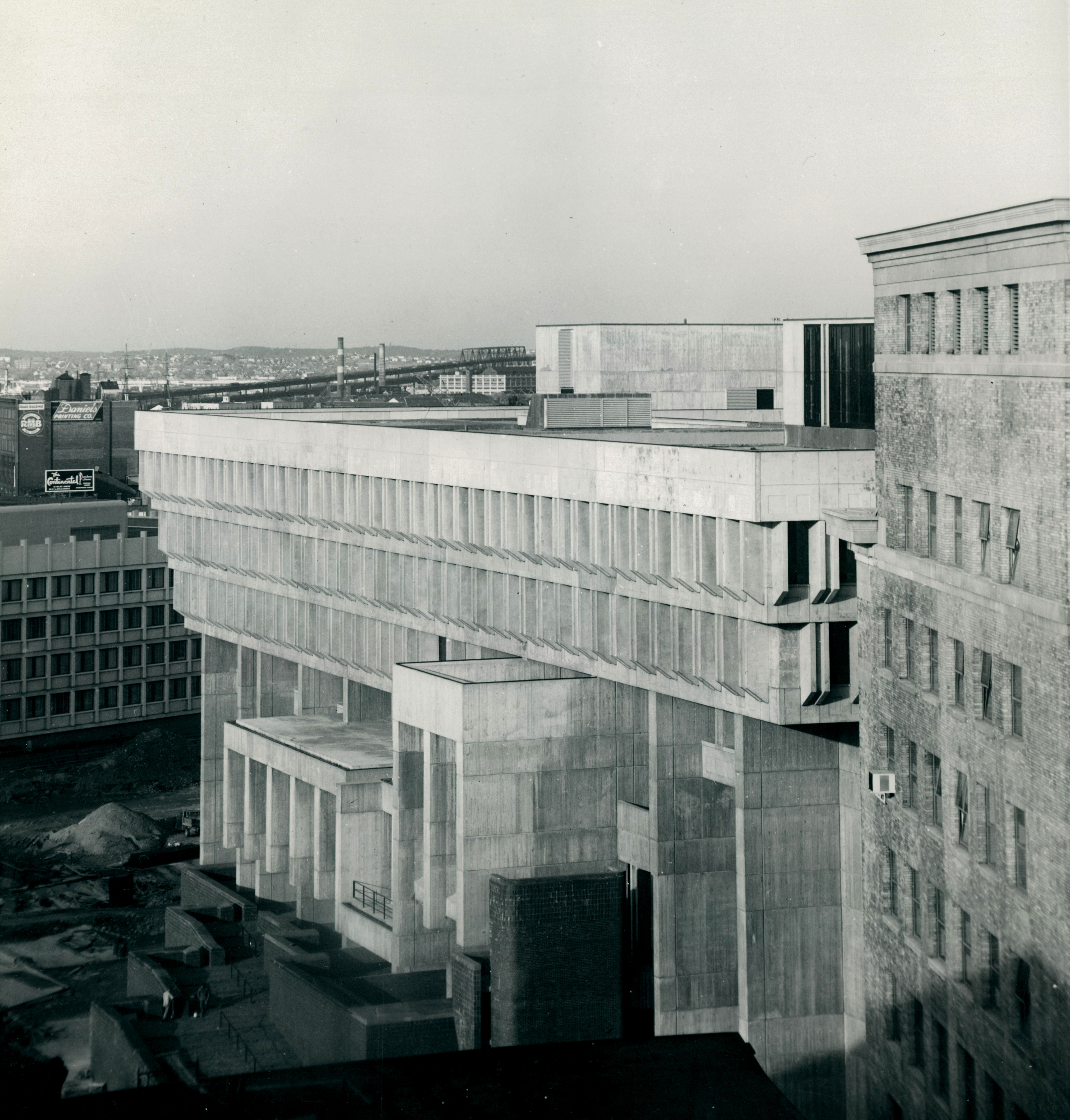
مبنى بلدية بوسطن، حوالي 1968
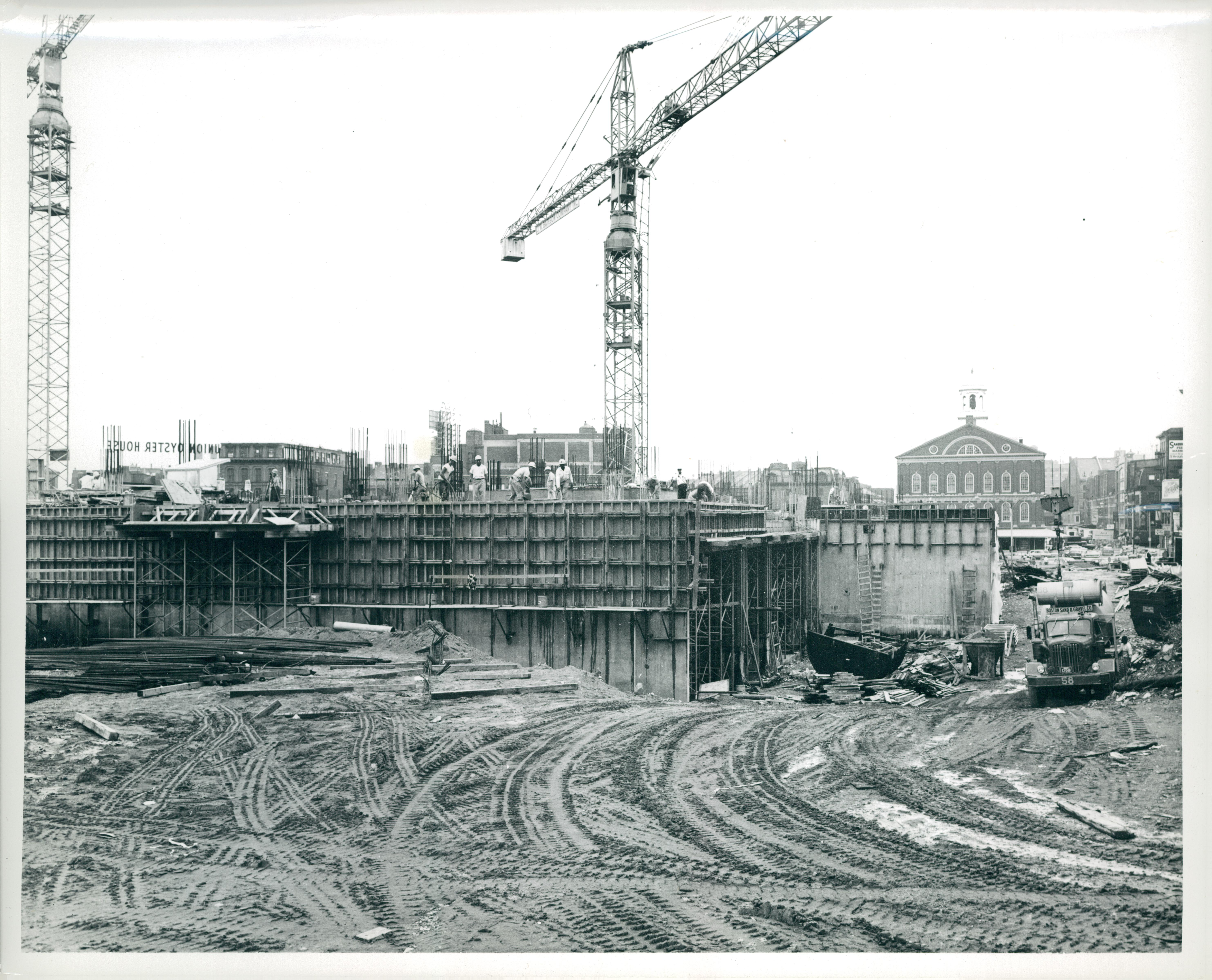
بناء مبنى البلدية، حوالي 1964-1968
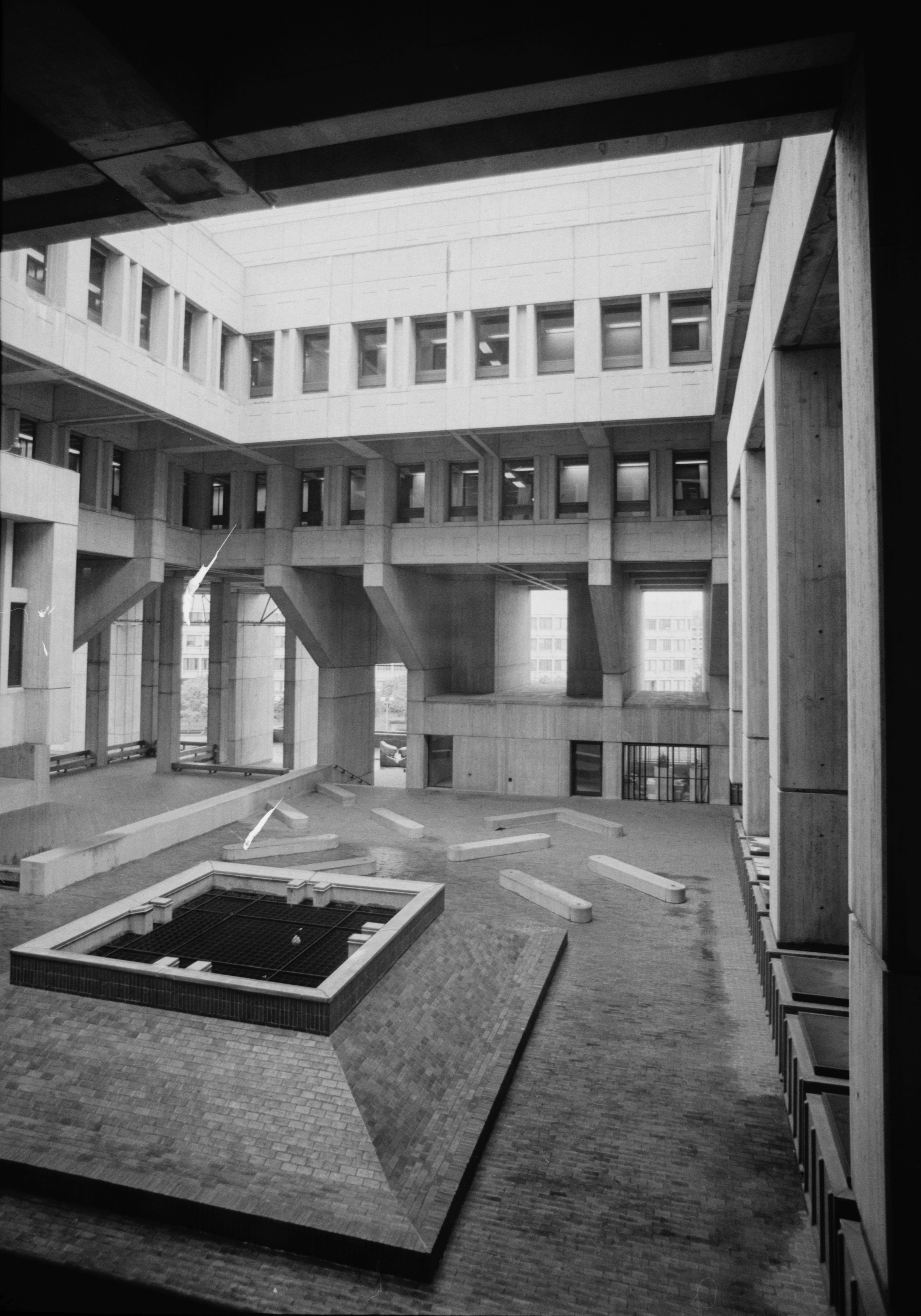
مبنى بلدية بوسطن، 1981
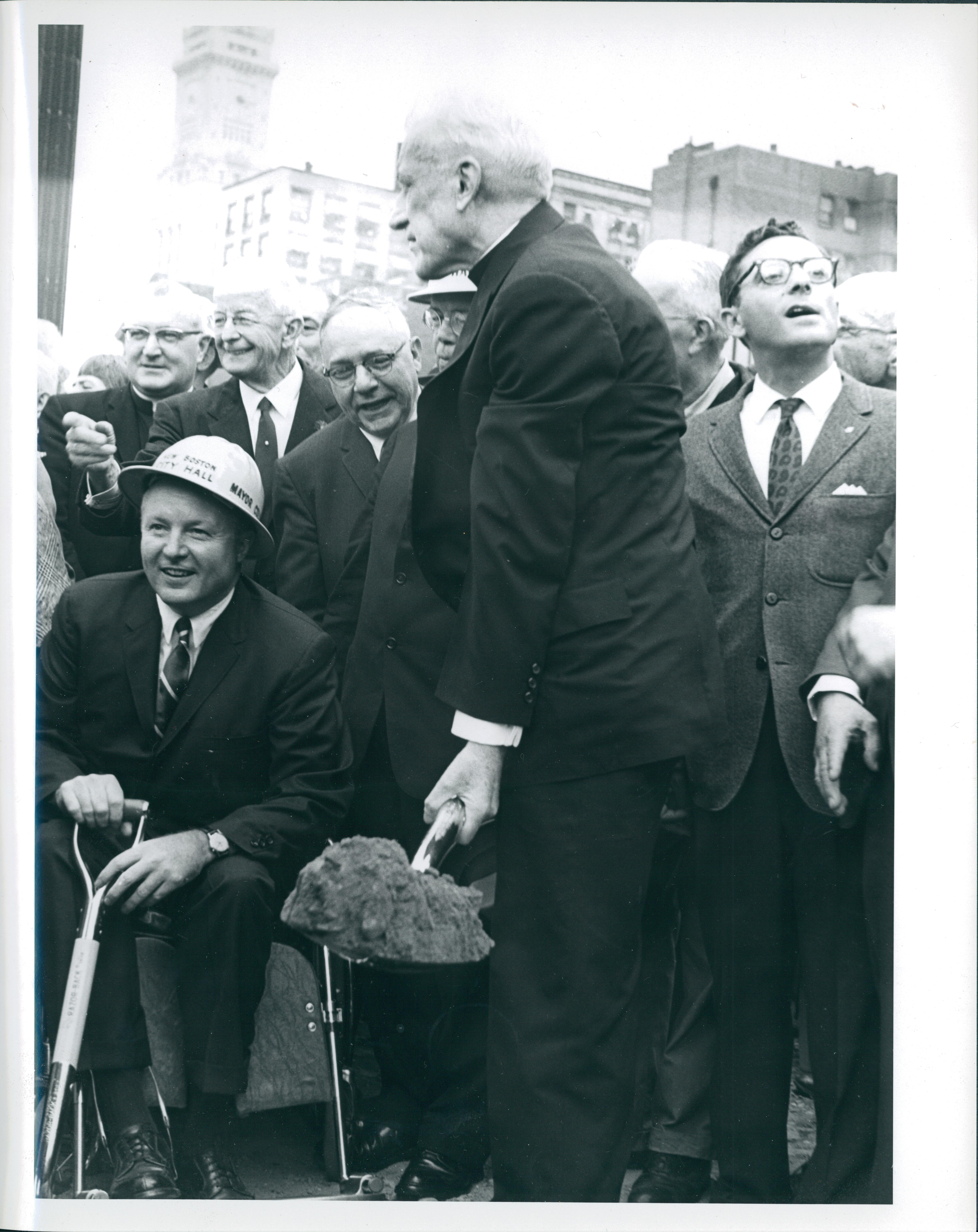
حاكم بوسطن جون كولنز ورئيس الأساقفة ريتشرد كاردنل كوشينغ في حفلة افتتاح بناء مبنى البلدية الجديد، حوالي 1963-1965
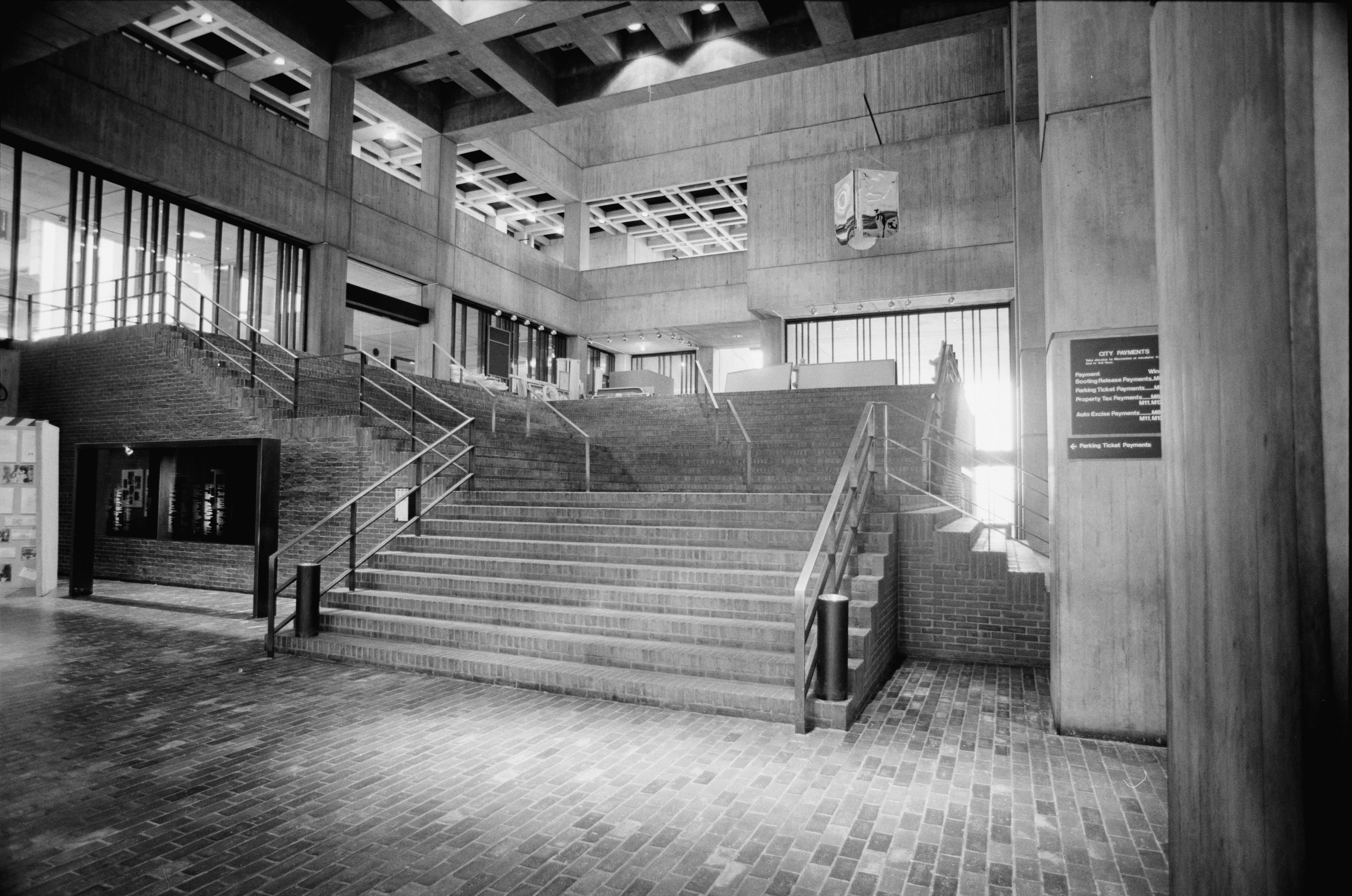
مبنى بلدية بوسطن، 1981
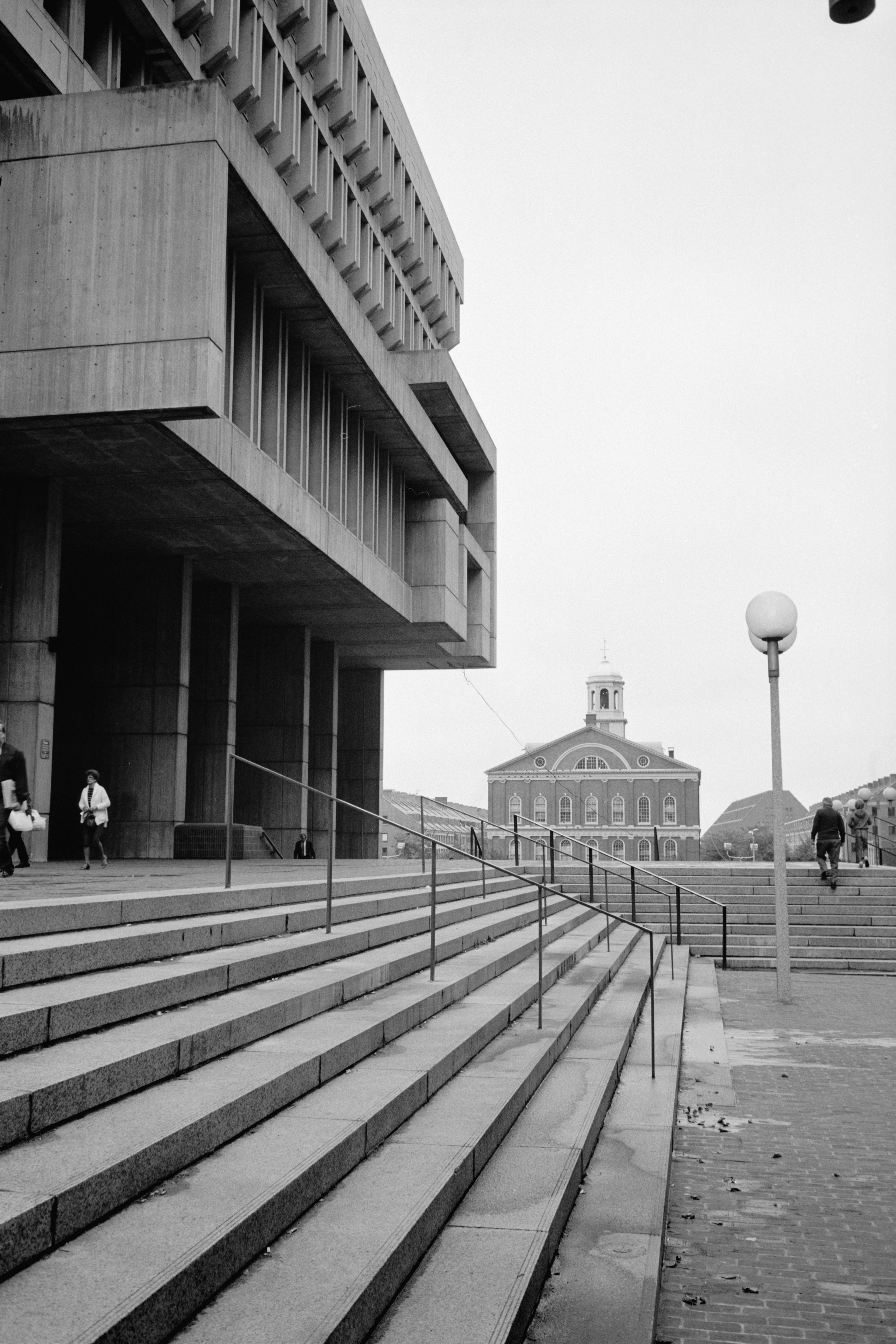
مبنى بلدية بوسطن، مع منظر جزئي لفانيل هول، 1981
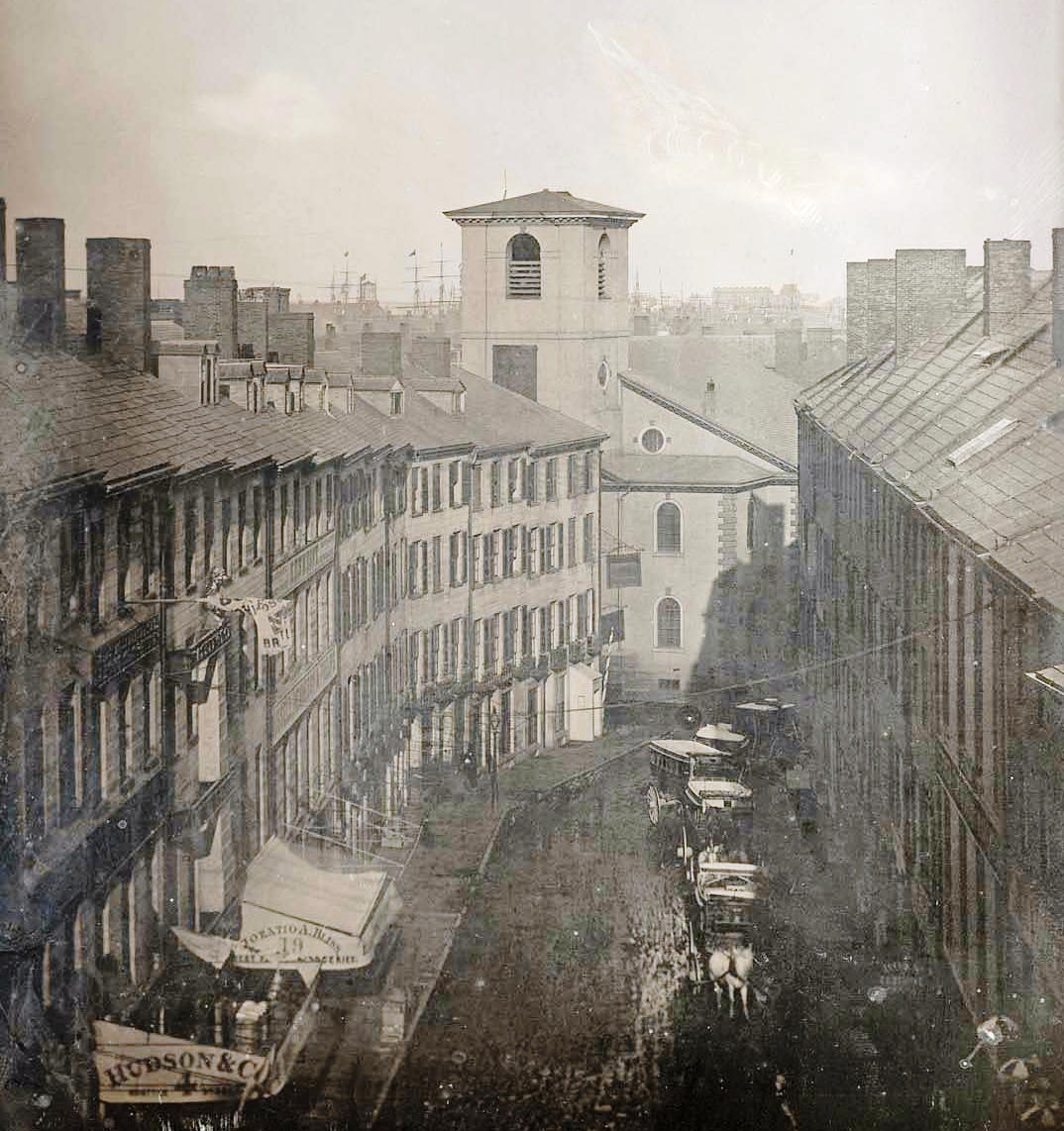
Brattle St., 1855 (future site of City Hall), photo by Southworth & Hawes
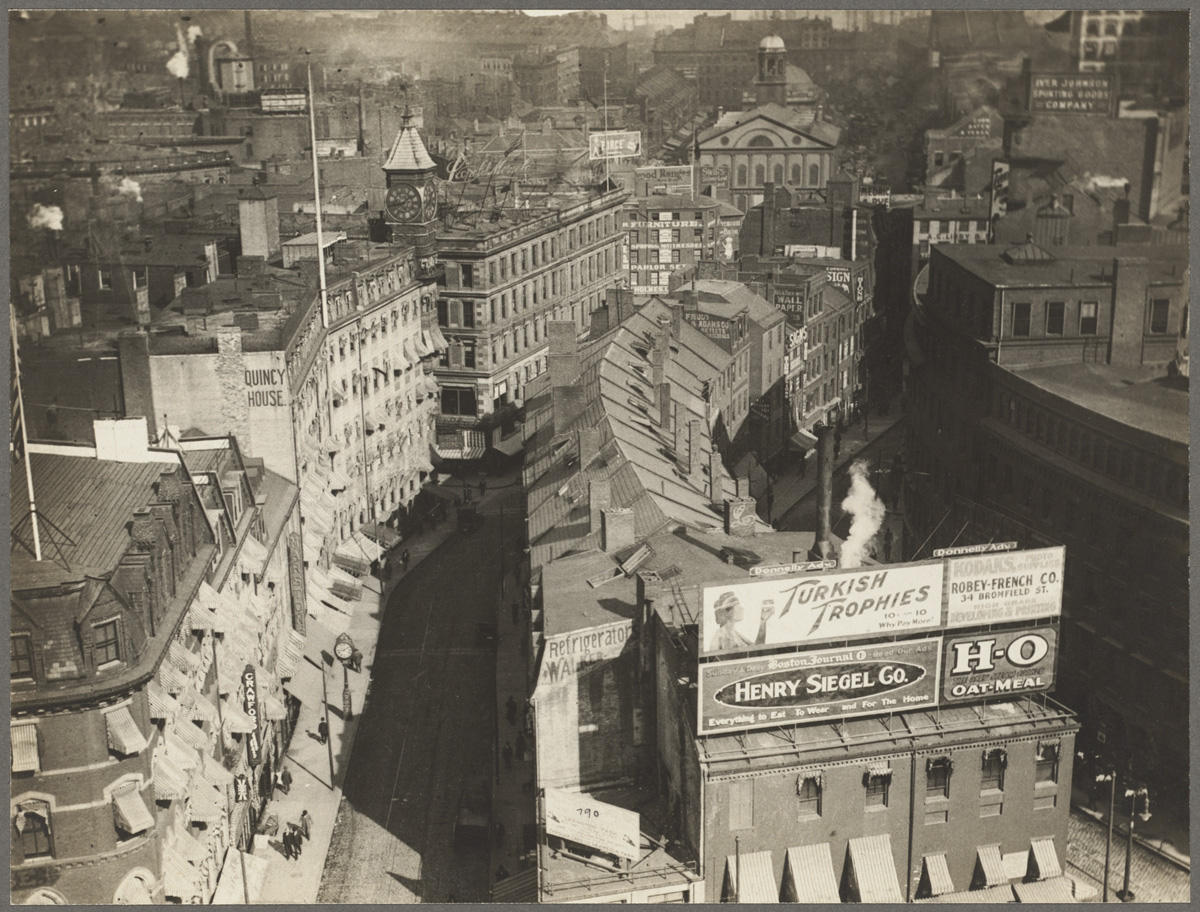
Overview of future site of City Hall, showing Brattle St., Cornhill, and small portion of Faneuil Hall in background, ca.1920
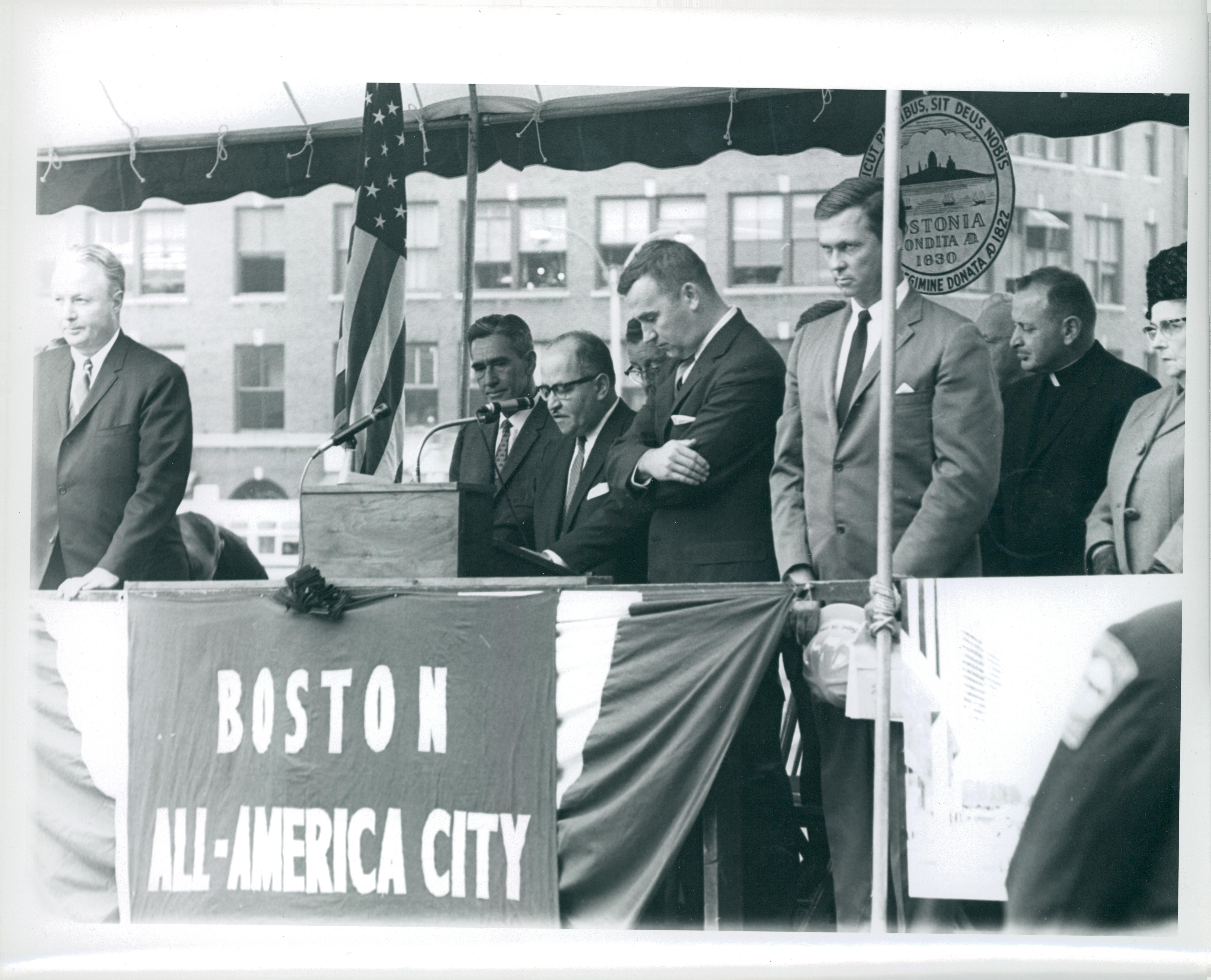
Ground breaking of new City Hall.Pictured: Governor Chub Peabody, Mayor John Collins, circa 1963-1965
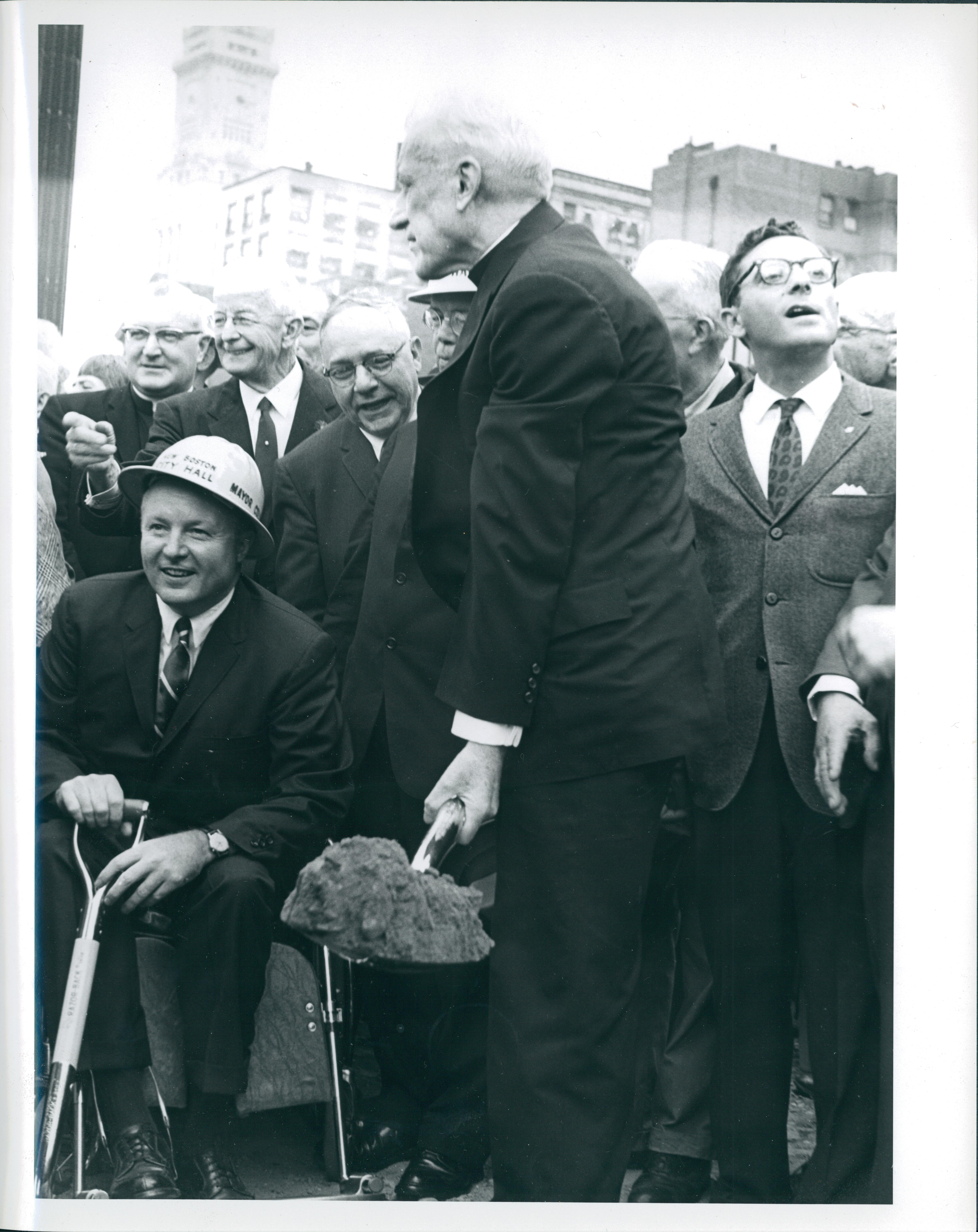
Mayor John Collins and Archbishop Richard Cardinal Cushing at ground breaking of new City Hall, circa 1963-1965
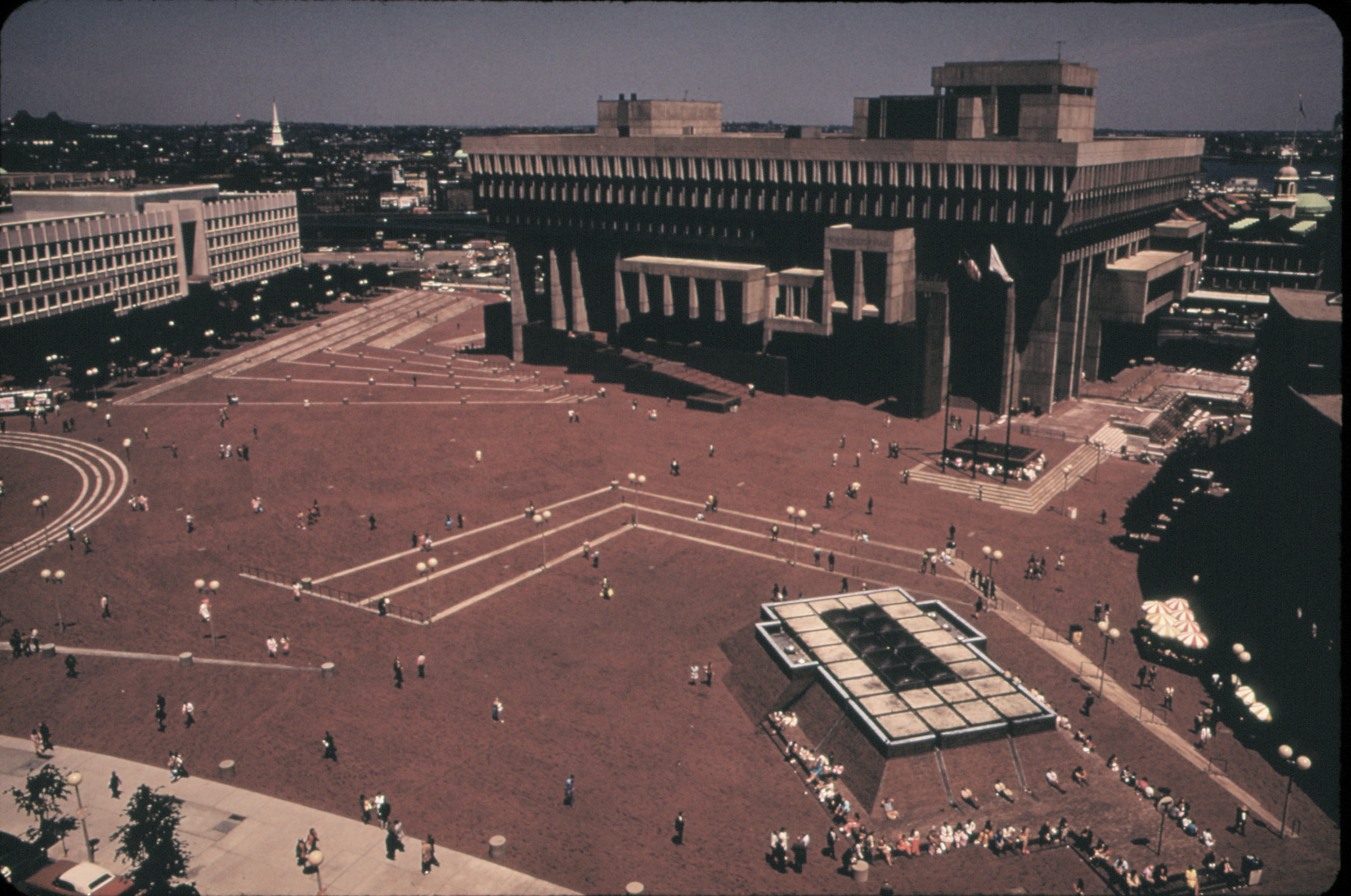
Overview, 1973, with distant view of Old North and I-93 (at left), and Faneuil Hall (at right)
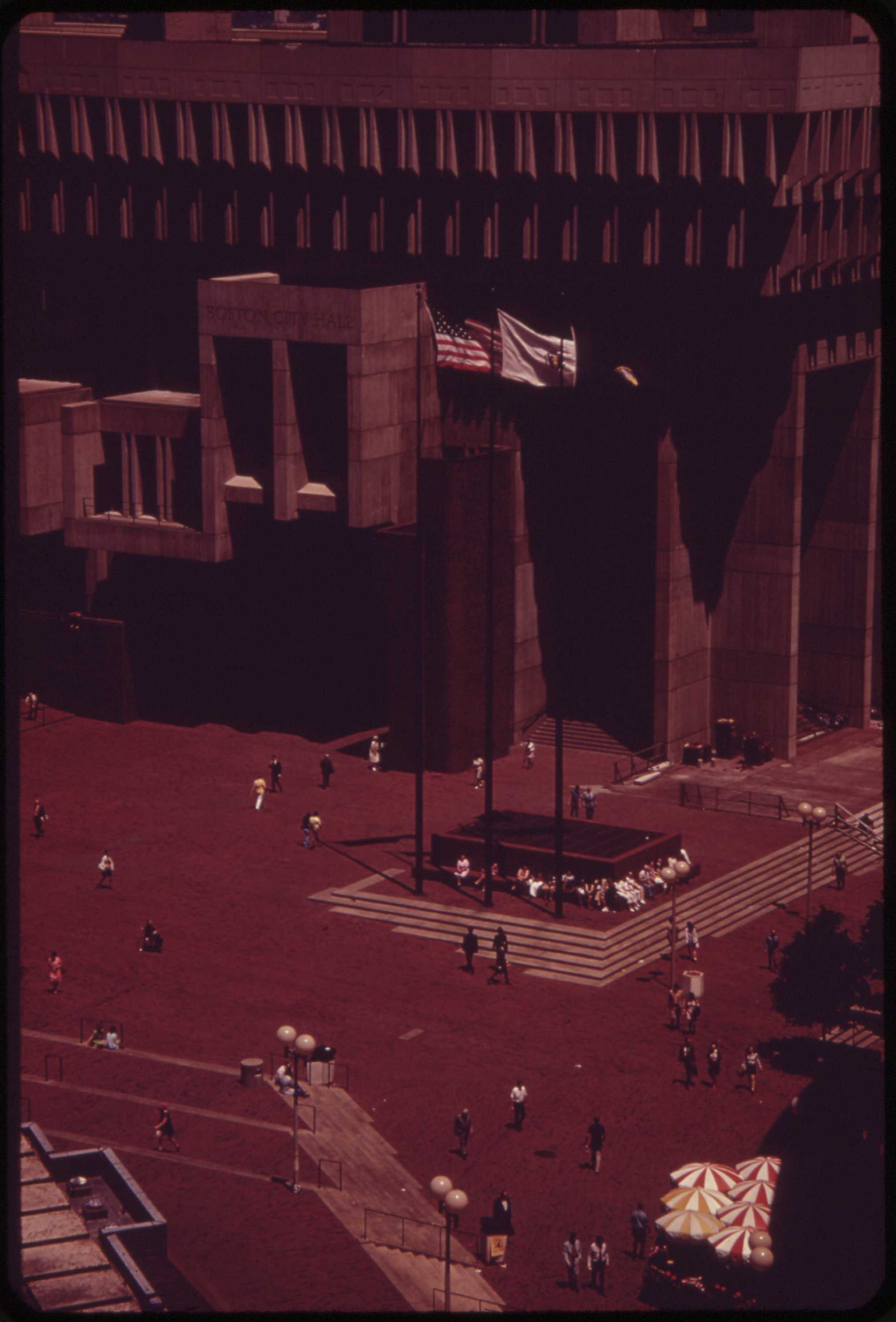
City Hall and plaza, 1973
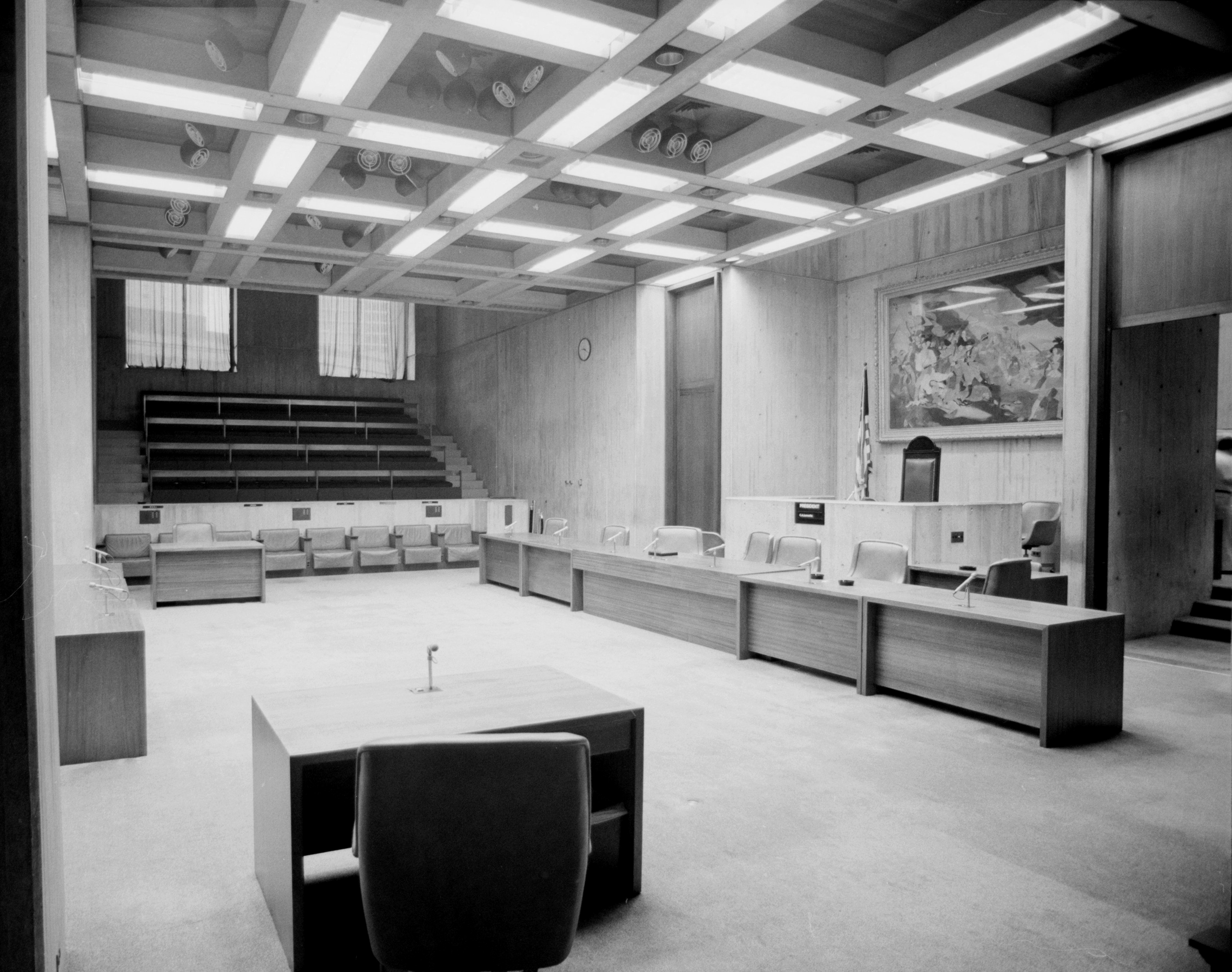
Interior, Boston City Hall, 1981
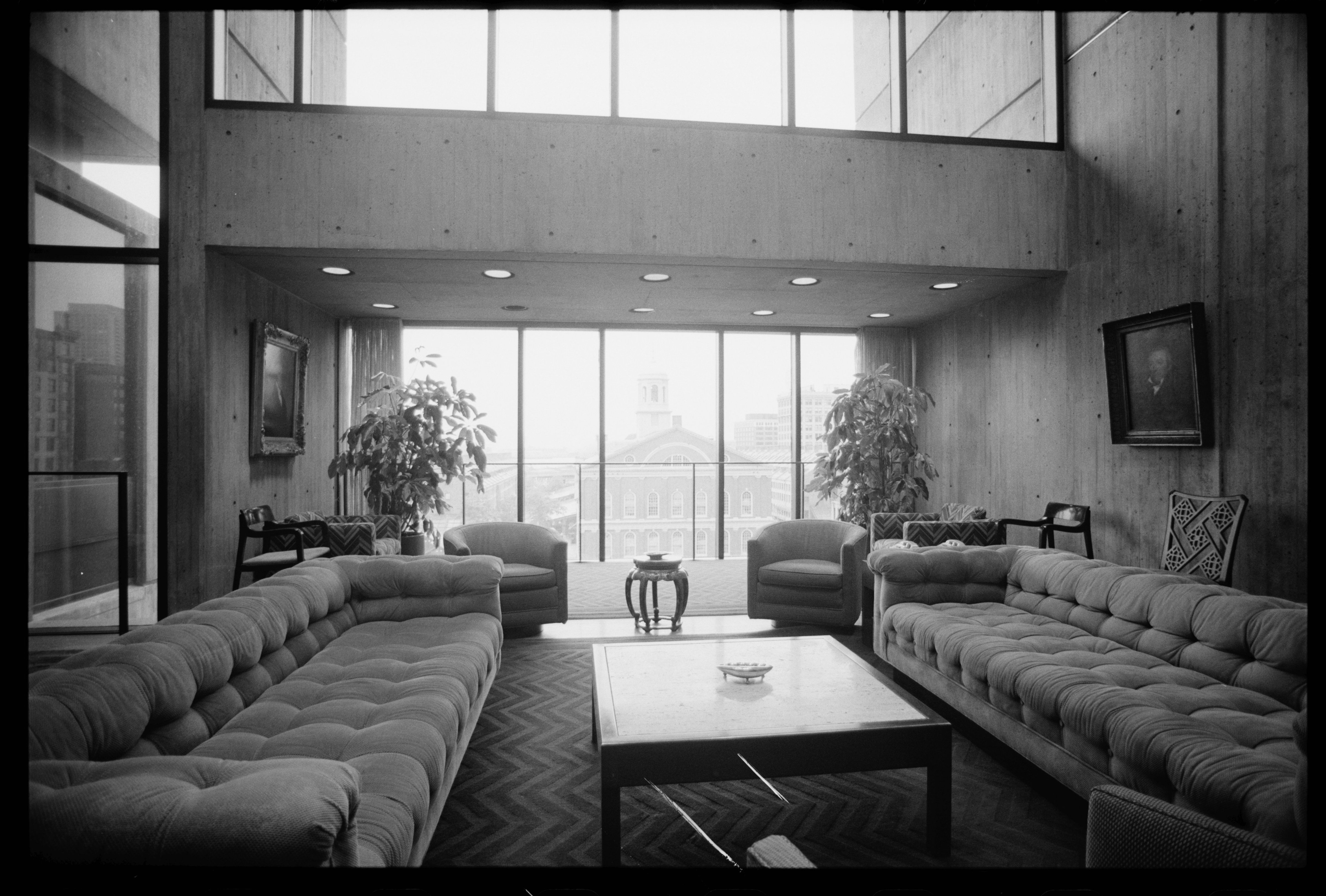
Boston City Hall, with view of Faneuil Hall through the window, 1981
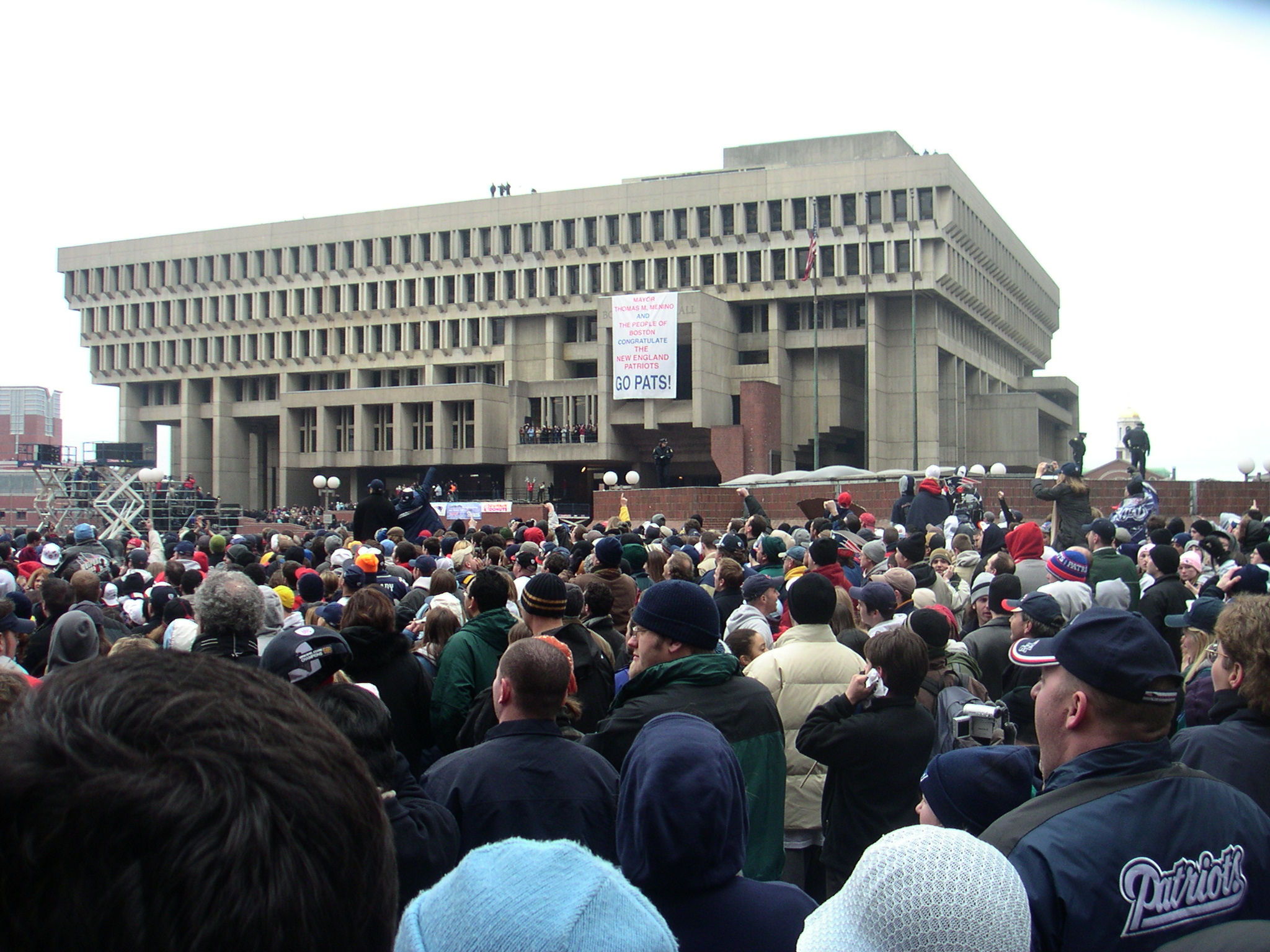
Boston City Hall during the 2004 rally for the New England Patriots
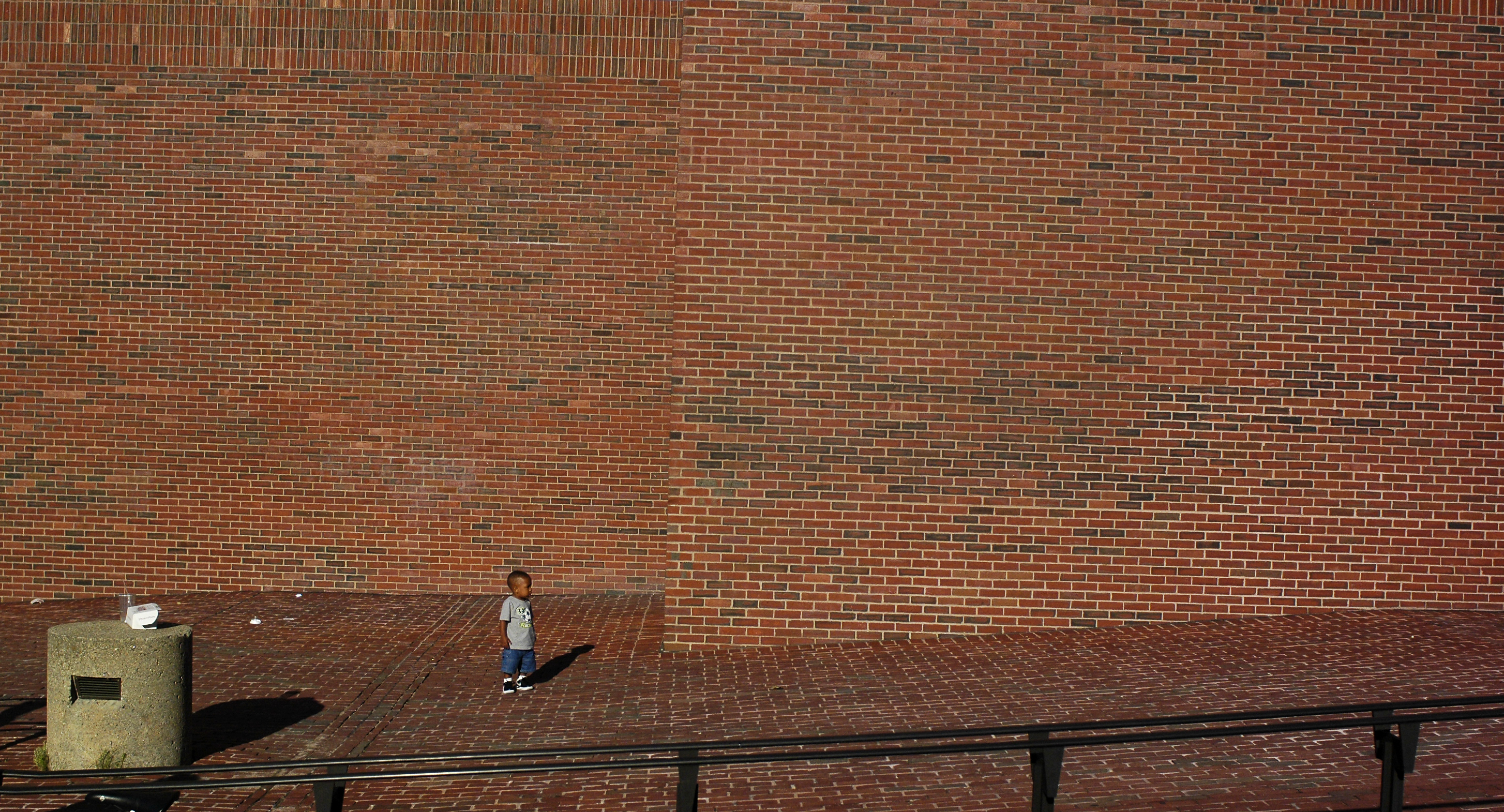
Exterior wall of Boston City Hall, 2005
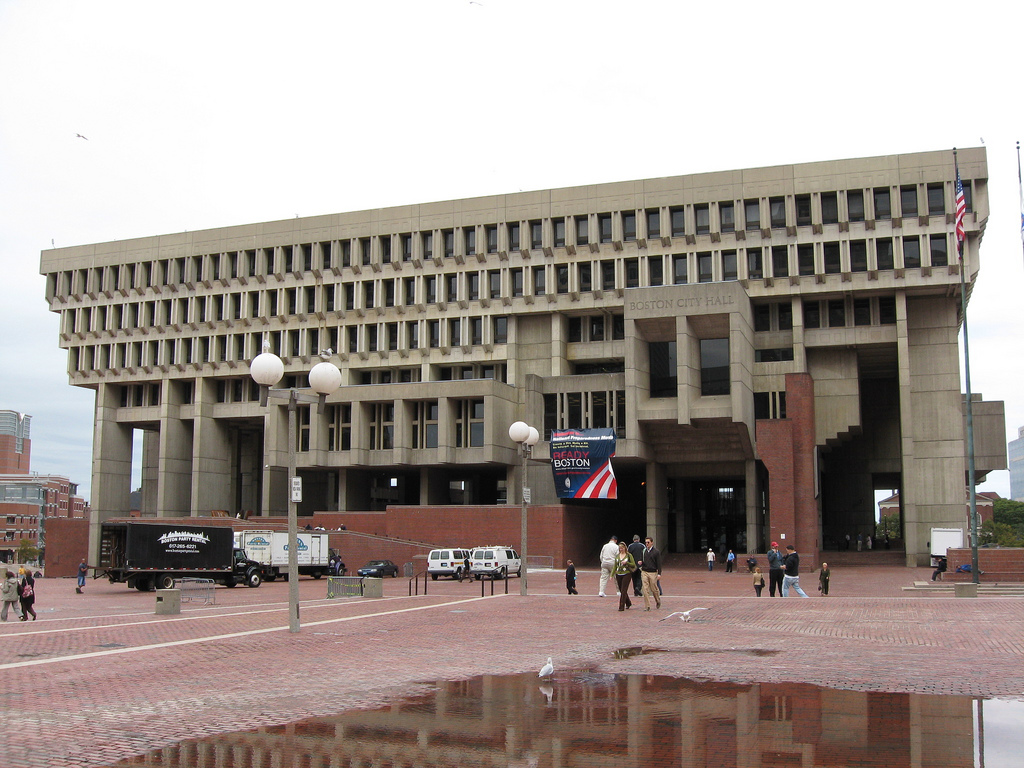
Boston City Hall, 2008
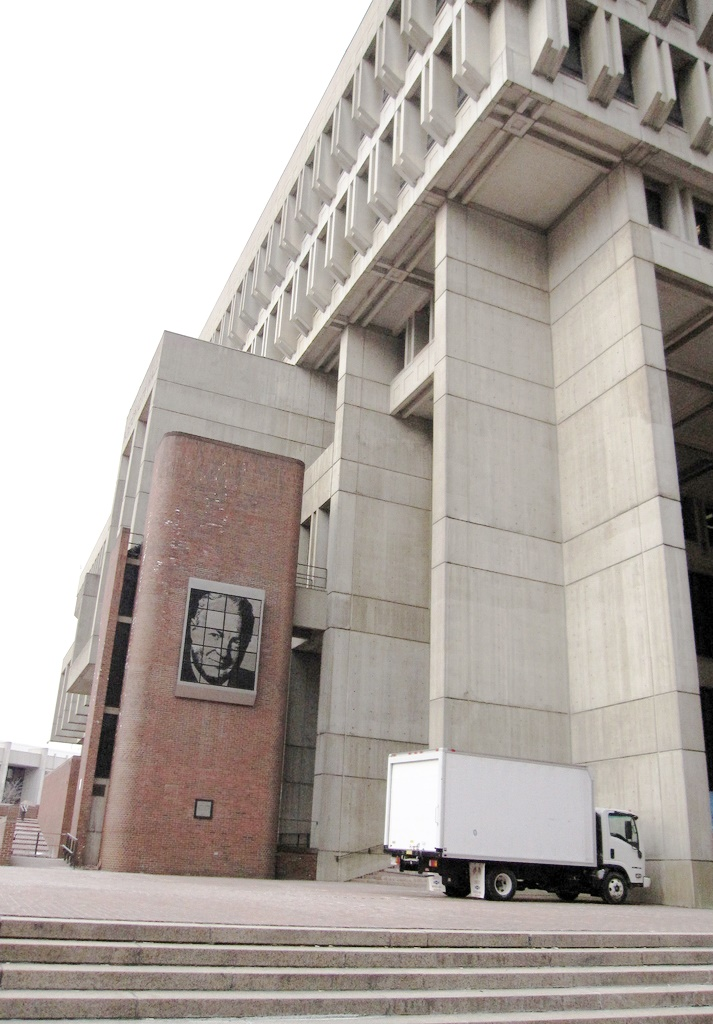
City Hall, with view of overscale portrait of John F. Collins, mayor of Boston 1960–1968
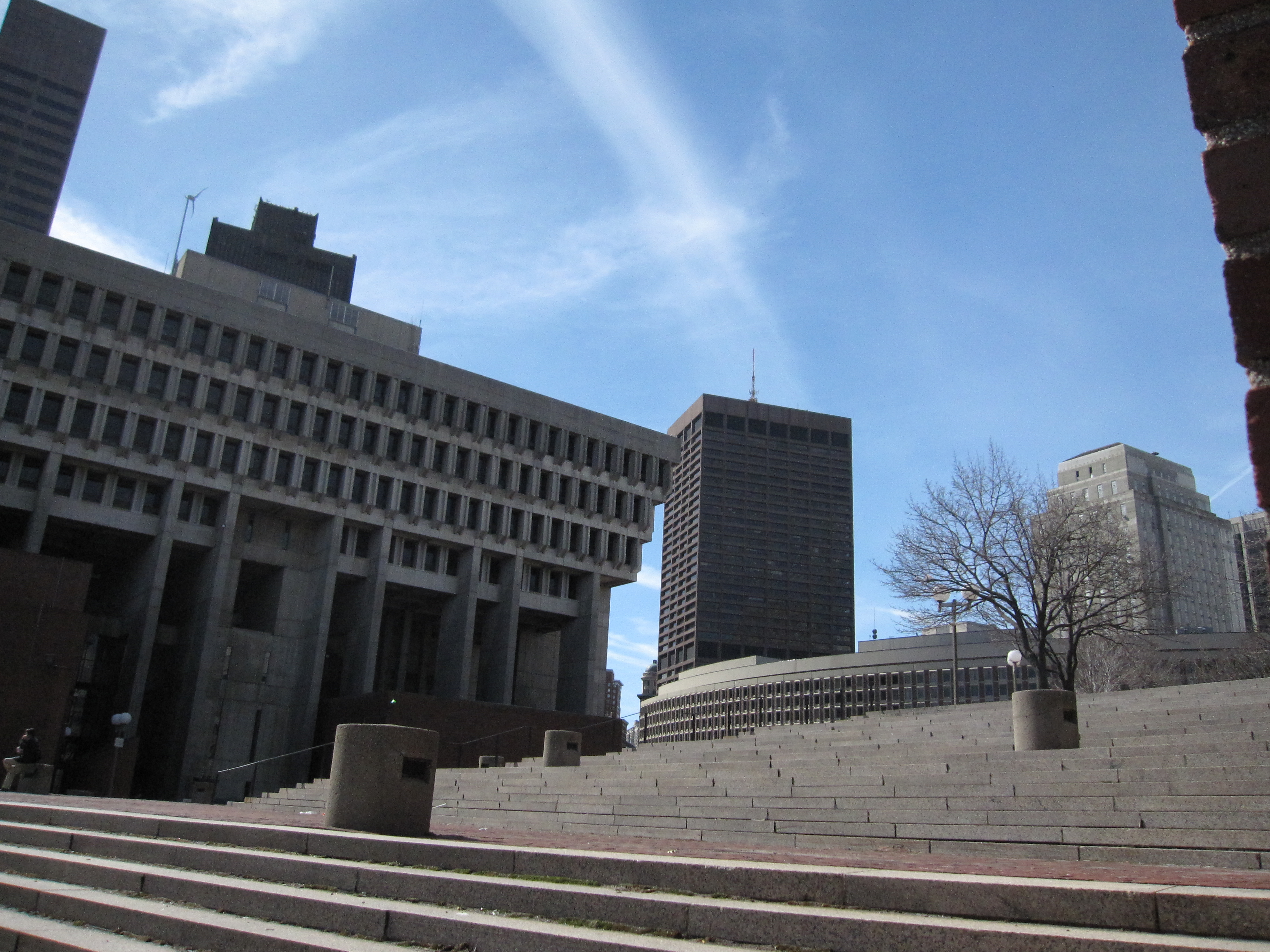
Looking up from Congress St., 2010
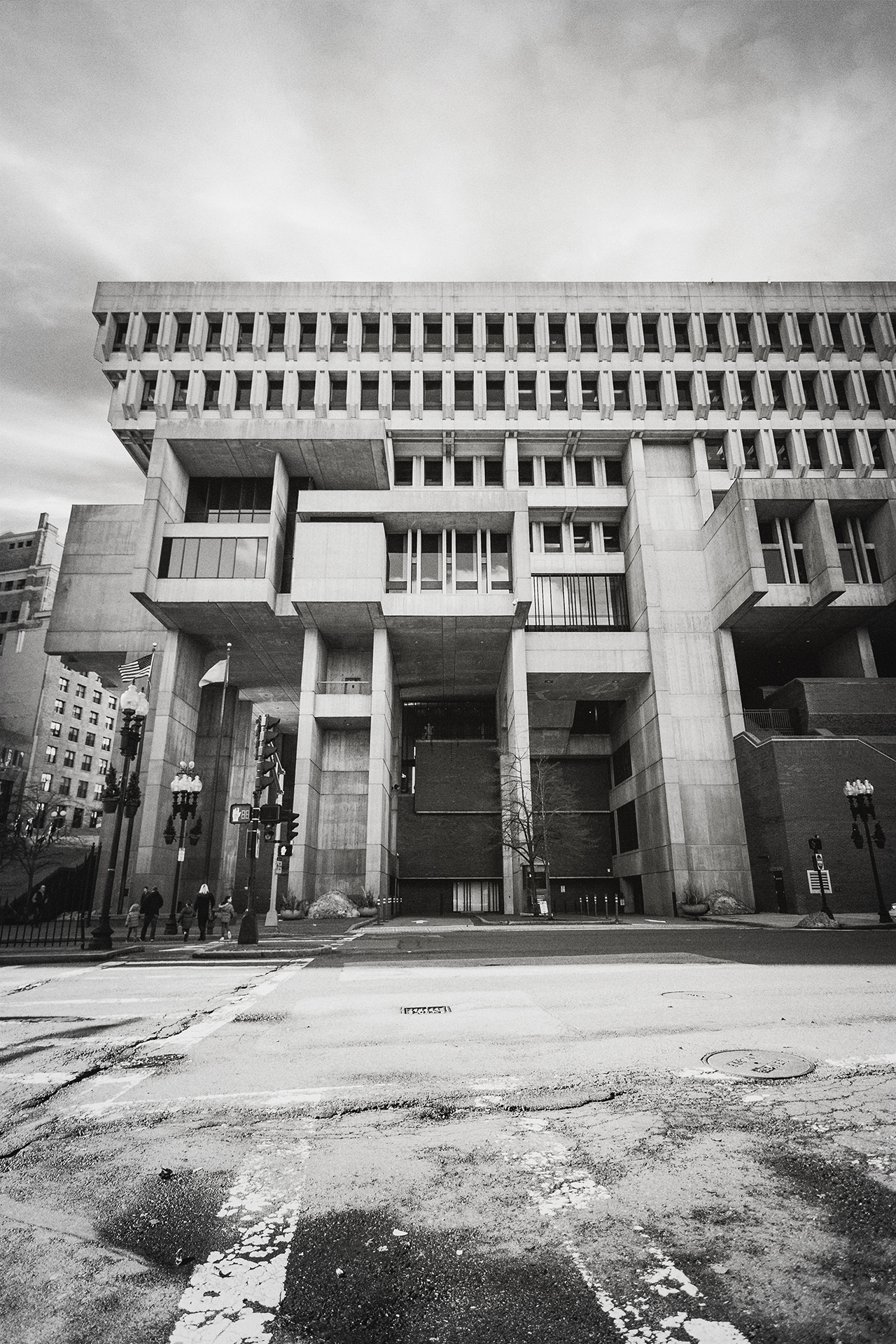
As viewed from Dock Square, 2014